# باشگاه فوتبال اتلتیکو مادرید سی
باشگاه فوتبال اتلتیکو مادرید سی (به اسپانیایی: Atlético Madrid C) یک باشگاه فوتبال اسپانیایی است که در بخش ترسرا بازی می‌کند و بازی‌های خانگی خود را در ورزشگاه سرو دل اسپینو انجام می‌دهد. ابن باشگاه دومین تیم ذخیره اتلتیکو مادرید است.

## بازیکنان سرشناس
- سعید عزت‌اللهی
- روبرتو کاسابلا
- دیوید کوبیلو
- ایوان کولار
- خوئل روبلس
- خورخه پولیدو
- پدرو مارتین
- نادر مطر
- عبدالقادر الوسلاتی